# メレイン
メレイン(Mellein)は、Aspergillus ochraceusの生産するフェノール化合物で、ジヒドロイソクマリンである。

## 誘導体
4-ヒドロキシメレインもAspergillus ochraceusによって生産される。
6-ヒドロキシメレインは、セリ科においてS-アデノシルメチオニンとともに6-ヒドロキシメレイン-O-メチルトランスフェラーゼの基質となり、6-メトキシメレインとS-アデノシルホモシステインを生成する。6-メトキシメレインは、ニンジンの苦味の原因となっている物質の1つである。